# Vetenskapsåret 1986

## Händelser
- 18 december – Sveriges riksdag beslutar att inrätta Miljö- och energidepartementet från 1 januari 1987.[1]

### Arkeologi
- 28 maj – Ett bronsåldersfynd, betraktat som arkeologiskt världssensation, rapporteras från en åker vid Fröslunda gård på Kålland utanför Lidköping, och består av bland annat 14 offersköldar från sen bronsålder (cirka 800-700 före Kristus), använda för ceremoniella bruk.[1]
- 7 augusti – Ett fossilfynd, som gjrodes i norra Kenya i augusti 1985, presenteras, och påstås motsäga tidigare teorier om att bara en enda människoart tre miljoner år tidigare.[1]

### Astronomiochrymdfart
- 12 januari - Franklin R. Chang-Diaz blir den förste latinamerikanen i rymden då han följer med på rymdfärjan Columbias sjunde uppdrag.
- 18 januari - Amerikanska rymdfärjan Challenger landar i Mojaveöknen efter sex dagars problemfylld färd, med 25 dagars försenad uppskjutning samt dåligt väder som förlänger färden med en dag.[1]
- 24 januari - Voyager 2 passerar planeten Uranusn.[1]
- 28 januari - Den amerikanska rymdfärjan Challenger exploderar strax efter uppskjutning och hela besättningen, bestående av sju personer, omkommer [2].
- 19 februari - Sovjetunionen skjuter upp rymdstationen Mir.
- 22 februari - Viking, Sveriges första satellit, sänds upp från Kourou för att utforska norrsken och annan rymdfysik.[1]
- 6 mars - Sovjetiska rymdsonden Vega-1 skickar bilder på Halleys komet till jorden.[1]
- 13 mars - Sovjetunionen skjuter upp Sojuz T-15, vilket sänds direkt i sovjetisk TV.[1]
- 12 april – 25-årsminnet av Jurij Gagarins uppskjutning 1961 uppmärksammas.[1]
- 4 maj – En obemannad Deltaraket exploderar efter uppskjutningen från Cape Canaveral AFS.[1]
- 9 juni - En amerikansk kommission hävdar att olyckan med rymdfärjan Challenger inte behövt hända om det inte vore för brister i packningarna, "o-ringarna", mellan två sektioner i högre bärraketen.[1]
- 13 november - En Merkuriuspassage inträffar [3].
- 8 december – Sovjetiska forskare meddelar att de i stjärnbilden Stenbocken observerat en ny komet med nästan samma omloppsbana som Halleys komet.[1]
- Okänt datum - Rymdsonder fotograferar Halleys komet [3], bland andra Giotto [4].

### Fysik
- 3 mars - För första gången beskriver en tidning atomkraftsmikroskopet, uppfunnet föregående dag av Gerd Binnig, Calvin Quate och Christopher Berger.[5]
- 26 april - En kärnkraftsolycka inträffar i Tjernobyl i sovjetiska Ukraina.[1]
- 28 april - Radioaktiva moln från Tjernobylolyckan kommer in över Sverige.
- 1 maj - Sovjetunionen erkänner kärnkraftsolyckan i Tjernobyl.
- 21 april - En officiell statlig sovjetisk rapport visar att den mänskliga faktorn låg bakom Tjernobylolyckan, då säkerhetssystemen sattes ur funktion.[1]

### Medicin
- 1 februari – Ett danskt forskarlag tillkännager upptäckten av antikroppar, vilket öppnar nya perspektiv för AIDS-vården.[1]
- 11 april – Vid en gala till förmån för Cancerfonden, som sändes i SVT, samlas 37 miljoner SEK in.[1]
- 22 oktober – Myndigheterna i Kina meddelar att fyra kineser drabbats av AIDS efter att ha injicerats med "utländska läkemedel".[1]
- 12 december – Statens Bakteriologiska Laboratorium i Sverige meddelar at 92 personer i Sverige har AIDS, cirka 1 300 bär smitta, och 40 har dött.[1]

## Pristagare
- Copleymedaljen: Rudolf Peierls
- Darwinmedaljen: John Maynard Smith
- De Morgan-medaljen: John William Scott Cassels
- Fieldsmedaljen: Simon Donaldson, Gerd Faltings och Michael Freedman
- Craafordpriset: Claude Allegre och Gerald J. Wasserburg[1]
- Ingenjörsvetenskapsakademien utdelar Stora guldmedaljen till Nils Ahrbom
- Nobelpriset:[6]
  - Fysik: Ernst Ruska, Gerd Binnig, Heinrich Rohrer
  - Kemi: Dudley R. Herschbach, Yuan T. Lee, John C. Polanyi
  - Fysiologi/Medicin: Stanley Cohen, Rita Levi-Montalcini
- Steelepriset: Saunders Mac Lane, Donald Knuth, Rudolf Kalman
- Turingpriset: John Hopcroft och Robert Tarjan
- Wollastonmedaljen: John Graham Ramsay [7]

## Avlidna
- 2 februari – Nils Alwall, 81, svensk professor i medicin, utvecklare av konstgjorda njurar.[1]
- 9 april – Tenzing Norgay, 72, nepalesisk bergsbestigare, först på Mount Everest tillsammans med Emdmund Hillary 1953.[1]
- 31 maj – James Rainwater, 68, amerikansk fysiker, nobelpristagare.
- 7 juni – Robert Mulliken, 90, amerikansk kemist och fysiker, nobelpristagare.
- 24 juli – Fritz Lipmann, 87, tysk-amerikansk biokemist, nobelpristagare.
- 25 september – Nikolaj Semjonov, 90, rysk kemist och fysiker, nobelpristagare.
- 22 oktober – Albert Szent-Györgyi, 93, ungersk-amerikansk fysiolog, nobelpristagare.
- 23 oktober – Edward A. Doisy, 92, amerikansk biokemist, nobelpristagare.

### Fotnoter
1. 1 2 3 4 5 6 7 8 9 10 11 12 13 14 15 16 17 18 19 20 21   Horisont 1986. Bertmarks
2. ↑  20:e århundrades När Var Hur - 1986, Bernt Himmelstedt, Forum, 1999
3. 1 2  Så funkar universum, James Muirden
4. ↑  Så funkar rymden, Stuart Atkinson, 1990
5. ↑  http://prola.aps.org/abstract/PRL/v56/i9/p930_1
6. ↑  ”Nobelpriset”. http://nobelprize.org/nobel_prizes/lists/all/index.html. Läst 10 april 2011.
7. ↑  ”Geological Society”. Arkiverad från originalet den 5 juni 2011. https://web.archive.org/web/20110605102217/http://www.geolsoc.org.uk/gsl/society/history/page750.html. Läst 14 april 2011.